# Бартангцы
Бартангцы (самоназвание бартангидж) — один из памирских народов в Рушанском районе Горно-Бадахшанской автономной области Таджикистана (около 6 — 8 тыс. человек). Живут в высокогорной долине реки Бартанг, в нижней и средней её части, а в верховьях — в Рошорве (старое написание Орошор) — локальная группа бартангцев — рошорвцы (рошорвидж).
Язык бартангский относится к северно-памирской подгруппе восточной ветви иранской группы индоевропейской языковой семьи.
Распространены также таджикский и русский языки. Верующие — мусульмане-шииты (исмаилиты).
Среди других памирских народов бартангцы выделяются своим языком, некоторыми элементами этнической традиции, в том числе в обрядовой сфере.
В ходе длительного этнонационального развития, особенно в результате социальных преобразований, бартангцы консолидируются в одну этническую общность с другими народами Памира и сближаются с родственными им таджиками.
Входят в хозяйственно-культурный тип оседлых пашенных земледельцев-ирригаторов и скотоводов высокогорных зон Западного Памира, Гиндукуша, Северных Гималаев и Каракорума. Однако техника подготовки поля под валиковое орошение и «по полосам» (дулох) отличается от бытовавшей у других памирских народов. У рошорвцев одинарные и парные временные арычки-оросители чередовались на одном поле в разнообразных сочетаниях, в зависимости от его уклона. Бартангцы и рошорвцы практиковали и струйчато-бороздковый полив.
Бартангцы, как и другие памирские народы, заимствовали кошмоваляние у киргизов Восточного Памира (женское занятие), однако бартангцы выделывали кошмы одноцветные: белые, серые, коричневые. Бартангцы славились изготовлением ювелирных изделий, которые ценились на рынках Афганистана и близлежащих стран.
Тип жилища, как и одежда, общий с другими памирцами.
В свадебных обрядах у бартангцев, в отличие от других памирцев, сватом выступал отец или старший брат юноши. Невесту у бартангцев после одевания сажали у крайнего левого опорного столба кровли дома. С женихом в поездке за невестой кроме двух «визирей» (его дружков) принимала участие и его холя (сестра матери). Невесту в дом жениха провожал её тога (брат матери).